# 沙南縣 (魯山)
沙南縣，是中共政权于1947年設置的縣。
1947年8月，晋冀鲁豫野战军第四、九纵队和三十八军组成陈（陈赓）谢（谢富治）兵团。11月间，陈谢兵团两度攻克鲁山县县城，同时，成立中国共产党豫陕鄂后方工作委员会，主管地方工作。其后12月，陈谢兵团创立豫陕鄂解放区，设立豫陕鄂军区。为了巩固政权，控制当地局势，在鲁山县边境西南山区与邻县毗邻地带，设置伊鲁嵩县、沙南县和鲁南县。沙南县即是12月在魯山縣沙河以南與南召縣毗連地區所置。1948年6月，沙南縣撤銷。